# Mariam Jack-Denton
Mariam Jack-Denton, tên khác Ajaratou Mariam Denton, là một luật sư và chính trị gia người Gambia, người hiện là Chủ tịch Quốc hội Gambia.

## Thơ ấu và sự nghiệp pháp lý
Jack-Denton sinh năm 1955, là con gái của Alieu Sulayman Jack, là chính trị gia Gambian và là Chủ tịch của Hạ viện từ năm 1962 đến năm 1972.Anh trai của cô, Sulayman Bun Jack, là Bộ trưởng Thường trực tại Bộ Quốc phòng trong chính phủ của Dawda Jawara và hiện là công dân Anh.
Jack-Denton được đào tạo thành một luật sư và trở thành phụ nữ Gambia đầu tiên được gọi đến quán bar vào đầu những năm 1980. Bà làm việc như một cố vấn nhà nước và cố vấn nhà nước cao cấp trước khi trở thành cố vấn pháp lý cho Thống đốc của Ngân hàng Trung ương Gambia. Bà mất việc sau cuộc đảo chính năm 1994 và bắt đầu một công việc độc lập.
Các phòng luật sư của bà có trụ sở tại Phố Serign Modou Sillah, Banjul. Bà cũng từng làm cố vấn pháp lý cho Đảng Dân chủ Thống nhất, đảng đối lập chính trong chính phủ Yahya Jammeh. Bà đã bị bắt vào tháng 3 năm 2006 và bị giam giữ ba tháng sau một âm mưu đảo chính toan tính của một nhóm binh lính và thường dân. Tuy nhiên, sau đó cô đã được Tòa án tối cao Gambia tại ngoại trong vụ kiện năm 2006 Denton v Tổng giám đốc, Cơ quan tình báo quốc gia và những người khác. Vụ kiện của chính phủ chống lại bà đã bị hủy bỏ.

## Sự nghiệp chính trị
Jack-Denton đã được Chủ tịch Adama Barrow đề cử là một trong năm thành viên của Quốc hội. Cuối ngày hôm đó, bà được xác nhận là Chủ tịch Quốc hội và tuyên thệ nhậm chức Chánh án, Hassan Bubacar Jallow. Sau cuộc hẹn của mình, Musa Saidykhan đã bình luận trên  Kairo News  rằng "một nền tảng vững chắc về luật pháp cùng với tinh thần của một chiến binh, [có nghĩa là] nhiều người Gambia nghĩ rằng Mariam Denton xứng đáng trở thành Diễn giả ở Gambia tự do và dân chủ."

## Đời sống cá nhân
Bà là góa phụ của cựu Kế toán tổng hợp, Abou Denton.